# Burra (ort)
Burra är en ort i Australien. Den ligger i kommunen Goyder och delstaten South Australia, omkring 140 kilometer norr om delstatshuvudstaden Adelaide. Burra ligger 472 meter över havet och antalet invånare är 978.
Trakten runt Burra är nära nog obefolkad, med mindre än två invånare per kvadratkilometer.. Burra är det största samhället i trakten. 
Trakten runt Burra består till största delen av jordbruksmark. Genomsnittlig årsnederbörd är 513 millimeter. Den regnigaste månaden är maj, med i genomsnitt 78 mm nederbörd, och den torraste är december, med 12 mm nederbörd.